# Pavonia melhanioides
Pavonia melhanioides är en malvaväxtart som beskrevs av M. Thulin. Pavonia melhanioides ingår i släktet påfågelsmalvor, och familjen malvaväxter. Inga underarter finns listade i Catalogue of Life.